# Yossif Ivanov
 (août 2010).
Si vous disposez d'ouvrages ou d'articles de référence ou si vous connaissez des sites web de qualité traitant du thème abordé ici, merci de compléter l'article en donnant les références utiles à sa vérifiabilité et en les liant à la section « Notes et références ».
Pour les articles homonymes, voir Ivanov.
Yossif Ivanov, né le 18 juillet 1986 à Anvers), est un violoniste belge. En 2005, il est 2ème au concours Reine Elisabeth.

## Biographie
Ivanov est un nom que l’on rencontre en Russie mais aussi en Bulgarie, d’où viennent ses parents.
Des musiciens ont toujours été dans son entourage. Son père était violon solo de l’Antwerp Symphony Orchestra, avec lequel il a enregistré son premier disque. Sa mère est pianiste et son jeune frère aussi. Ce fut donc naturel pour Yossif de commencer la musique. Enfant, il était fasciné par l’archet et le violon. Son père a étudié le violon avec une élève de David Oïstrakh. C’est son père qui lui a donné ses premières leçons de violon à cinq ans.
Être guidé par un père violoniste, qui chaque jour était à son écoute, fut un luxe. Il a pris des cours avec madame Pogossova, puis à Lubeck avec Zakhar Bron et à Bruxelles auprès d’Igor Oistrakh.
Il est resté quatre ans dans la classe d’Igor Oistrakh à Bruxelles. À dix-huit ans, il découvre l’école franco-belge auprès d’Augustin Dumay à la Chapelle Musicale Reine Elisabeth. Ces deux traditions lui ont donné un beau bagage et une ouverture d’esprit inestimable en matière de style et de sonorité.
Il a remporté de nombreux concours, qui lui ont permis de se faire connaitre, notamment en 2003, le Grand prix du Concours musical international de Montréal.
Il joue actuellement sur un violon moderne de Matthieu Devuyst, puissant et brillant mais il a pratiqué plusieurs modèles anciens dont un façon Stradivarius, le Piati. Actuellement il joue un instrument appelé le Stradivarius Lady Tennant. Le choix de l’archet est fondamental et très personnel, plus difficile que celui d’un violon selon lui. Il joue actuellement un Louis Bazin.
Ses maitres à penser sont Ivry Gitlis, qui le fascine, Gidon Kremer pour son originalité et sa curiosité en termes de répertoire. Ivanov dit apprendre de tous, notamment de Szeryng, Milstein et Heifetz.
Son premier disque avec orchestre, sorti au cours de l’hiver 2008, offre un couplage inhabituel : deux célèbres concertos du XXe siècle : le premier concerto de Chostakovitch et le deuxième concerto de Bartok.
Il se produit en Belgique (Palais de Beaux Arts), Pays-Bas (Concertgebouw), France (au Midem à Cannes, aux Flâneries Musicales à Reims), Allemagne, Italie, Norvège, Mexique, États-Unis (Haverford Youth Festival), Canada (Centre d'arts Orford, Domaine Forget), etc.
Il a joué en tant que soliste avec l’Orchestre Symphonique de Montréal, l’Orchestre Symphonique de Québec, UBS Verbier Chamber Orchestra, l'Antwerp Symphony Orchestra, l’Orchestre de la Radio Flamande, l’Orchestre Philharmonique de Liège, sous la direction de J.C. Casadesus, A. Fisch, A. Ostrowsky, P. Bartholomée, J.P. Haeck, A. Van Lysebeth, G. Octors, R. Werthen.
Il a été nommé Rising Star par la Société Philharmonique de Bruxelles pour la saison 2005-2006.